# Каменка (Брасовский район)
Каменка — посёлок в Брасовском районе Брянской области, в составе Локотского городского поселения. Расположен в 8 км к югу от посёлка городского типа Локоть, на границе Брасовского и Комаричского районов.

## История
Основан 23 сентября 1957 года при исправительном учреждении строгого режима ОБ-21/4. Именно тогда было принято решение о создание исправительной колонии номер четыре вблизи каменного карьера. Отсюда и пошла история населённого пункта. Приезжие люди стали обустраивать и посёлок и территорию запретной зоны. Начали возводить жильё для сотрудников и для осуждённых. Параллельно шла добыча промышленного камня. 
Первоначально входил в состав Бобриковского сельсовета Комаричского района; в 1977 году официально получил современное наименование и передан в состав Локотского поссовета.

## Пенитенциарное учреждение
В настоящее время, в посёлке осуществляет свою деятельность исправительная колония строгого режима №4 УФСИН России по Брянской области. Вместимость учреждения насчитывает 1200 мест. Созданы условия для труда. Основные виды производственной деятельности в учреждение: деревообработка, лесопиление, швейное, производство хлеба. 

## Население
| Годы      | 1979 | 1989 | 2002 | 2010 |
| --------- | ---- | ---- | ---- | ---- |
| Население | 298  | 490  | 524  | 456  |